# Mutacja założycielska
Mutacja założycielska – jest to specyficzny typ mutacji charakteryzującej się identyczną sekwencją odcinka DNA u wszystkich osób dotkniętych daną mutacją. Osoby obarczone konkretną mutacją założycielską posiadają wspólnego przodka, u którego wystąpiła ona po raz pierwszy. Na podstawie badania długości fragmentów DNA zawierających mutację, można w przybliżeniu określić czas jej powstania. Dane o rozprzestrzenieniu konkretnej mutacji umożliwiają zrekonstruowanie procesów migracji osobników konkretnej populacji.

## Przykłady
- hemochromatoza – mutacja w genie HFE
- anemia sierpowata – mutacja w genie HbS
- mukowiscydoza – mutacja w genie CFTR
- zakrzepica – mutacja w genie FV Leiden
- tolerancja laktozy – mutacja w genie LCT
- toksyczność alkoholu – mutacja w genie ALDH2
- głuchota – mutacja w genie GJB2
- ślepota – mutacja w genie ABCA4
- fenyloketonuria
- choroba Taya-Sachsa

Zobacz też: efekt założyciela